# 欧济茨
欧济茨（法語：Auzits，法語發音：[ozits]）是法国阿韦龙省的一个市镇，属于罗德兹区。

## 地名
该地名“Auzits”发音为[ozits]，末尾字母“ts”发音，《世界地名翻译大辞典》与《世界地名译名词典》将其误译作“欧济”。

## 地理
欧济茨（44°30'25"N, 2°19'40"E）面积24.34 平方千米，位于法国奧克西塔尼大區阿韦龙省，该省份为法国南部内陆省份，位于法國中央高原南部，北起顺时针与康塔爾省、洛泽尔省、加尔省、埃罗省、塔恩省、塔恩-加龙省和洛特省接壤。
与欧济茨接壤的市镇（或旧市镇、城区）包括：欧班、布尔纳泽勒、克朗萨克、埃斯康多利耶尔、菲尔米、吕冈、圣克里斯托夫瓦隆、鲁埃格地区孔克。
欧济茨的时区为UTC+01:00、UTC+02:00（夏令时）。

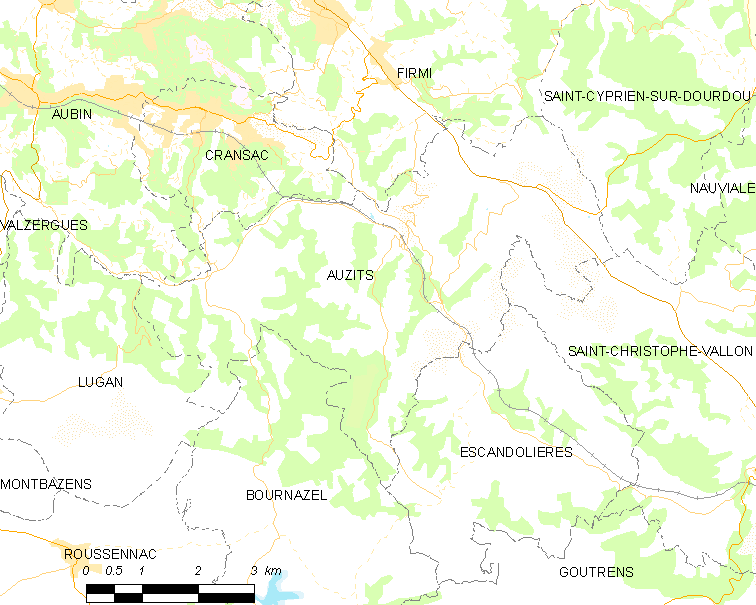
欧济茨的OSM定位图

## 行政
欧济茨的邮政编码为12390，INSEE市镇编码为12016。

## 政治
欧济茨所属的省级选区为埃讷-阿尔祖县。

## 人口

1962-2008年间欧济茨人口变化图示

欧济茨于2022年1月1日时的人口数量为813人。